# Diego Márquez (músico)
Diego Antonio Márquez Pacanins  (Londres, Inglaterra, 22 de diciembre de 1970 - Interlaken, Suiza, 16 de febrero de 2022), conocido como Diego Márquez, fue un músico y productor musical venezolano que obtuvo reconocimiento por ser el baterista de Zapato 3, voz de Pacífica y productor musical de Caramelos de Cianuro y Los Píxel, entre otros grupos.

## Primeros años
A pesar de haber nacido en Inglaterra, desde la infancia vivió en Venezuela, donde inició sus primeras exploraciones musicales influenciada por la música británica. En 1983, con 13 años de edad, forma su primera banda El Arte De La Locura junto a José 'Pingüino' Echezuria, compañero del Colegio Santiago de León de Caracas.

## Zapato 3
En 1986, compañeros del mismo colegio se percatan de otros compañeros que también tenían un interés en la música y que destaquen en un ámbito musical y se comienzan a interesar en alguien que sobresalga ya sea en varios o en un ámbito musical para integran una banda, así es como dan con Diego al quien ya lo conocían pero no conocían de Diego su habilidad musical, sus compañeros se interesan en Diego y en conocer sobre él y sobre sus destrezas musicales y sus compañeros al ver a Diego en su proyecto musical de ese momento, su banda anterior llamada "El Arte De La Locura", sus compañeros se quedaron muy asombrados al ver que Diego tenía muy buenas habilidades para el canto y para los instrumentos musicales, en especial en la guitarra y en la batería, así es como sus compañeros lo invitan a Diego a formar parte de ser un integrante de una banda en proceso que era un proyecto musical descontinuado por razones internas y es así como Diego forma parte como integrante y con la continuidad de una nueva banda reorganizada con sus compañeros que lo reclutaron. Ellos son Javier Avellaneda «Vieja» y Fernando Batoni, integrando la primera formación estable de Zapato 3. Luego se sumaron Mauricio Ramírez y Alvaro Segura. Después de algunas presentaciones, desavenencias en el grupo llevaron a la salida de Márquez, siendo reemplazado por Mauricio Cepeda.
En 1989, la alineación de la banda la formaban Fernando Batoni, Alvaro Segura, Carlos Segura y Jaime Verdaguer. Ante la oferta de grabar su primera producción discográfica, invitan a Márquez a tocar nuevamente la batería, quien estuvo como baterista fijo en los 2 primeros álbumes de Zapato 3: 'Amor, Furia y Languidez' (1989) y 'Bésame y suicídate' (1991).